# Алга
 Тази статия е за града в Алгински район.  За талусните растения вижте водорасли.  
Алга (на казахски: Алға, на руски: Алга) e град в Казахстан, административен център на Алгински район, Актобенска област. Населението на града през 2012 година е 14 433 души.